# Madama Lucrezia

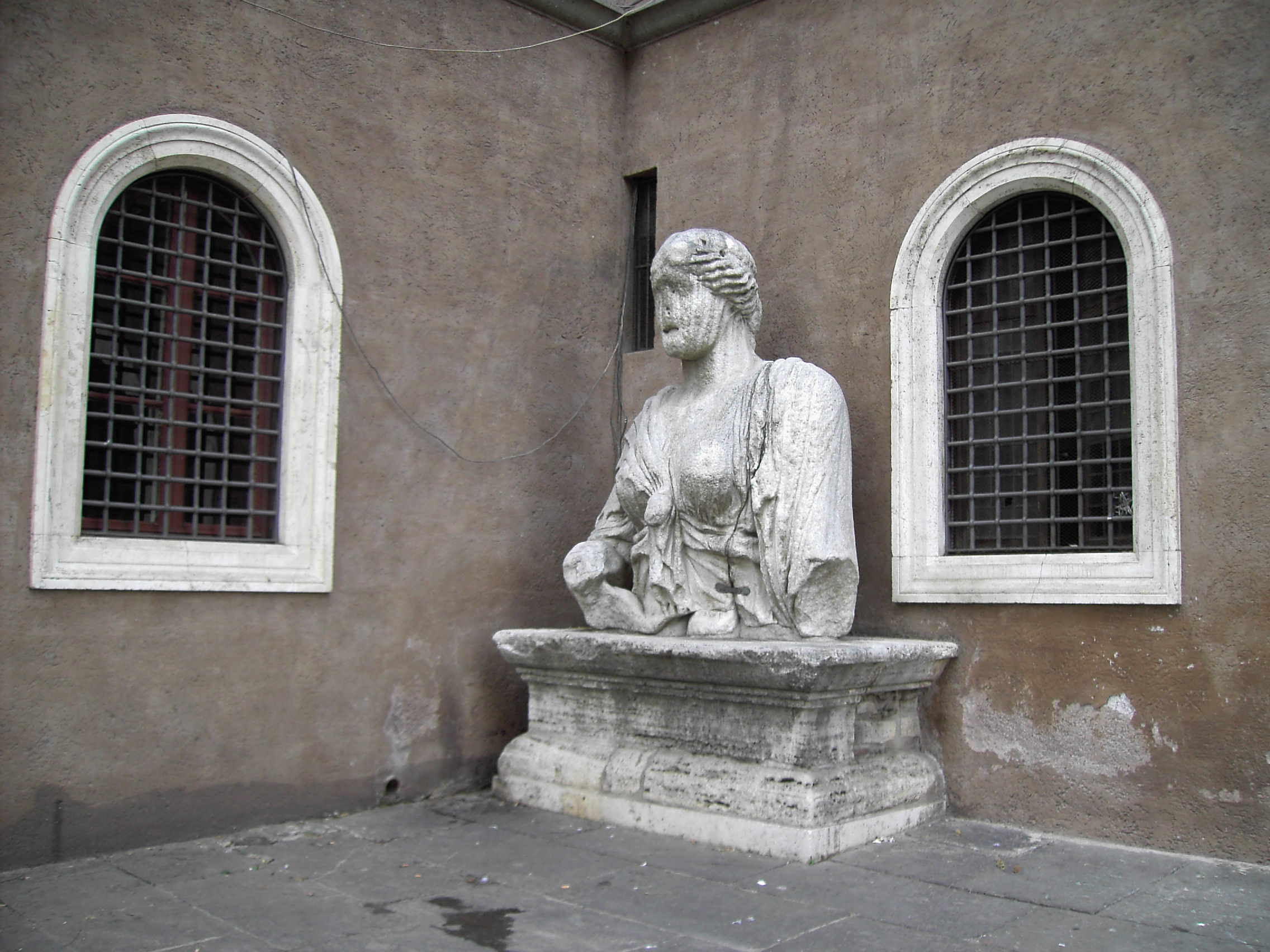
Madama Lucrezia

Madama Lucrezia is de bijnaam van een bekend, verminkt antiek standbeeld in Rome. Het beeld staat op de Piazza di San Marco naast de Basilica San Marco.

## Geschiedenis
Het beeld stelt de godin Isis voor en stond in de oudheid waarschijnlijk in de Tempel van Isis en Serapis, die in de buurt van Piazza Marco stond. Het beeld werd door kardinaal Lorenzo Cybo, die rond het jaar 1500 kardinaal van de San Marco was, op het plein geplaatst. Het beeld dankt zijn naam volgens verschillende verhalen aan Lucrezia d'Alagno, minnares van koning Alfons V van Aragón, die het beeld van deze koning zou hebben gekregen.

## Sprekend beeld
Madama Lucrezia werd bekend als een van de “sprekende standbeelden” van Rome. Toen de pausen nog over Rome heersten, was het niet zonder risico om je mening uit te spreken. Dus sprak Madama Lucrezia namens het volk: burgers plakten radicale boodschappen, vaak in de vorm van woordspelingen, op het beeld om hun kritiek op de Kerk, de paus of andere geestelijke leiders te uiten.